# Foreningen for Dansk Kunst
Foreningen for Dansk Kunst, oprindeligt Foreningen for National Kunst var en dansk forening stiftet 21. november 1900. Foreningen ophørte i 1980, men blev senere gendannet.
Foreningen blev stiftet af Gustav Vermehren og opstod som udtryk for en protest mod den nye ikke-naturalistiske kunst.
Foreningen opnåede stor opbakning, der viste sig et i høje medlemstal (1904: ca. 1.115 medlemmer), som i 1921 nåede et højdepunkt på 2.385. Medlemsbladet Dansk Kunst blev kendt i vide kredse. Et senere kendt medlem af foreningen var Christian F. Beck, som var sekretær i foreningen 1948-52, mens officeren Paul Jorck-Jorckston sad i bestyrelsen fra 1968.
Foreningen uddeler en række legater.

## Formænd
Denne liste er ufuldstændig; hjælp gerne med at udfylde den.
- -1915: Sophus Bauditz
- 1915-1917: Højeretssagfører Michael Lunn
- 1921-1922: Overretssagfører Johs Kalko
- 1922-1928: Sagfører L.F.Kock
- 1928-1932: Kommandør Erik Rüdinger
- 1932-1952: Professor dr. theol J.Oskar Andersen
- 1952-1954: Direktør A.Ch. Louw
- 1990-2000: Dorthe Falcon Møller

## Redaktører og sekretærer
- 1900-1931 Maleren Gustav Vermehren
- 1931-1948 Billedhugger Rikard Mortensen
- 1948-1952 Maleren Chr.F. Beck
- 1952-         Maleren Ove Hase